# 旧制中学校

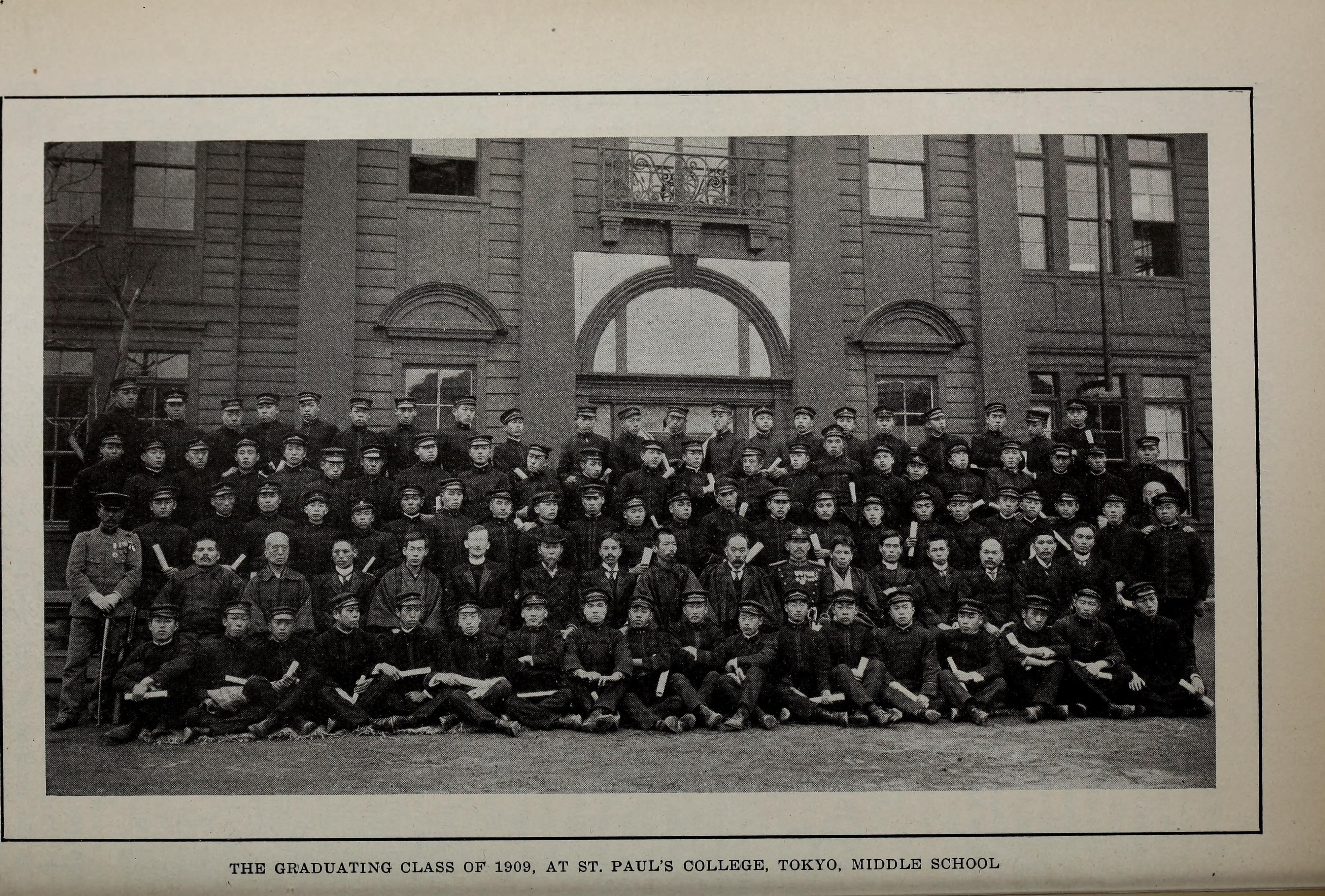
立教中学校の生徒たち（1909年）

旧制中学校（きゅうせいちゅうがっこう）とは、太平洋戦争後の学制改革より前の日本における、高等教育機関（旧制高等学校など）への進学を望む男子が、尋常小学校（6年制）を経て進学する学校（5年制）。ただし、同時代の呼称はあくまで「中学校」である。
女子に対する同じ位置付けの学校は高等女学校（4年制のち5年制）である。旧制中学校と高等女学校は、戦後に普通科の高等学校に移行した例が多い。
なお、名称が似ている旧制中等学校（きゅうせいちゅうとうがっこう）は、旧制中学校、高等女学校、実業学校（現在の商業高等学校などに相当）などを包括する概念である。

## 概要

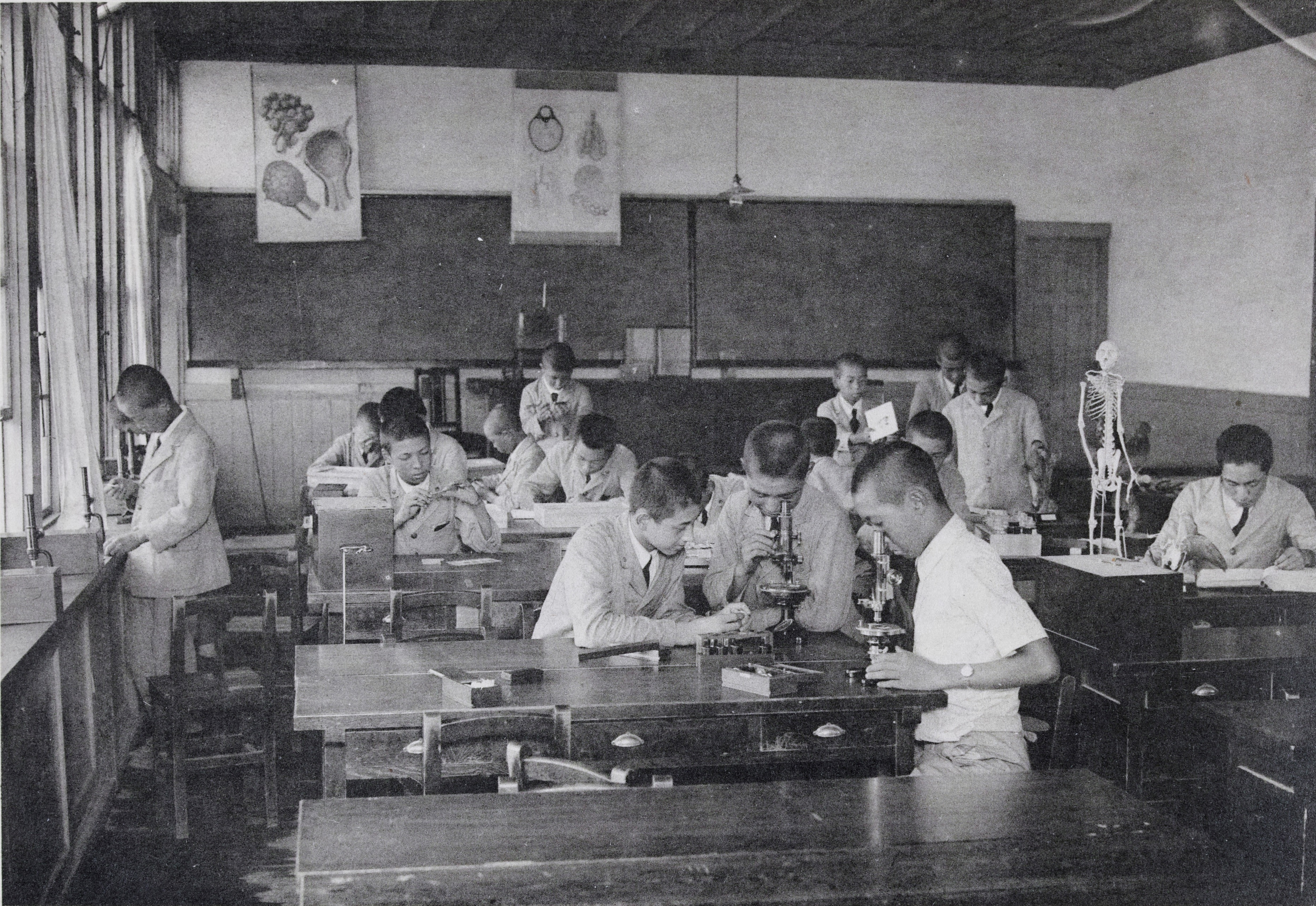
博物教室（東京府立五中）

旧制中学校は、中学校令（明治19年勅令第15号および明治32年勅令第28号）に基づき、各道府県に少なくとも一校以上の規定で設立された。第二次世界大戦後の学制改革までの期間存在し、高等普通教育（現在でいう後期中等教育、新制高等学校・中等教育学校後期課程の段階に相当する）を行っていた。
入学資格は尋常小学校（後に国民学校初等科に移行）を卒業していることであり、修業年限は5年間であったが、1943年（昭和18年）に制定された中等学校令（昭和18年勅令第36号）によって4年間に短縮され、戦後再び5年間に戻された。
| 開始時（修了時）の年齢 → | 開始時（修了時）の年齢 → | 12歳（13歳） | 13歳（14歳） | 14歳（15歳） | 15歳（16歳） | 16歳（17歳） |
| ------------------------ | ------------------------ | ------------ | ------------ | ------------ | ------------ | ------------ |
| 旧制                     | 国民学校                 | 高等科1年    | 高等科2年    | 特修科       |              |              |
| 旧制                     | 中学校                   | 1年          | 2年          | 3年          | 4年          | 5年          |
| 旧制                     | 高等女学校               | 1年          | 2年          | 3年          | 4年          | 5年          |
| 旧制                     | 実業学校                 | 1年          | 2年          | 3年          | 4年          | 5年          |
| 旧制                     | 青年学校                 | 普通科1年    | 普通科2年    | 本科1年      | 本科2年      | 本科3年      |
| 旧制                     | 高等学校                 | 尋常科1年    | 尋常科2年    | 尋常科3年    | 尋常科4年    | 高等科1年    |
| 旧制                     | 師範学校                 |              |              | 予科1年      | 予科2年      | 予科3年      |
| 旧制                     | 大学                     |              |              |              |              | 予科1年      |
| 新制                     | 中学校                   | 1年          | 2年          | 3年          |              |              |
| 新制                     | 義務教育学校             | 7年          | 8年          | 9年          |              |              |
| 新制                     | 高等学校                 |              |              |              | 1年          | 2年          |
| 新制                     | 中等教育学校             | 1年          | 2年          | 3年          | 4年          | 5年          |

### 「四修」による上級学校への進学
1918年（大正7年）の高等学校令改正以降、戦後の学制改革に至るまで、旧制中学校（5年制）の4年生は、卒業を待たずに（1年の飛び級をして）、上級学校たる高等教育機関（高等学校、大学予科、高等師範学校、専門学校、陸軍士官学校、海軍兵学校、高等商船学校など）に進学できた（四修）。第一高等学校、第三高等学校、陸軍士官学校、海軍兵学校、東京商科大学予科などの難関校（「一高三高陸士海兵」などと列挙した）に四修で進学するのは秀才の誉れであった。全国の高等学校（最終的に38校）の全入学者に占める四修の比率は2割弱で推移した。

### 中学校2年修了での師範学校への進学
旧制中学校（5年制）2年修了で師範学校に進学できた。

## 歴史

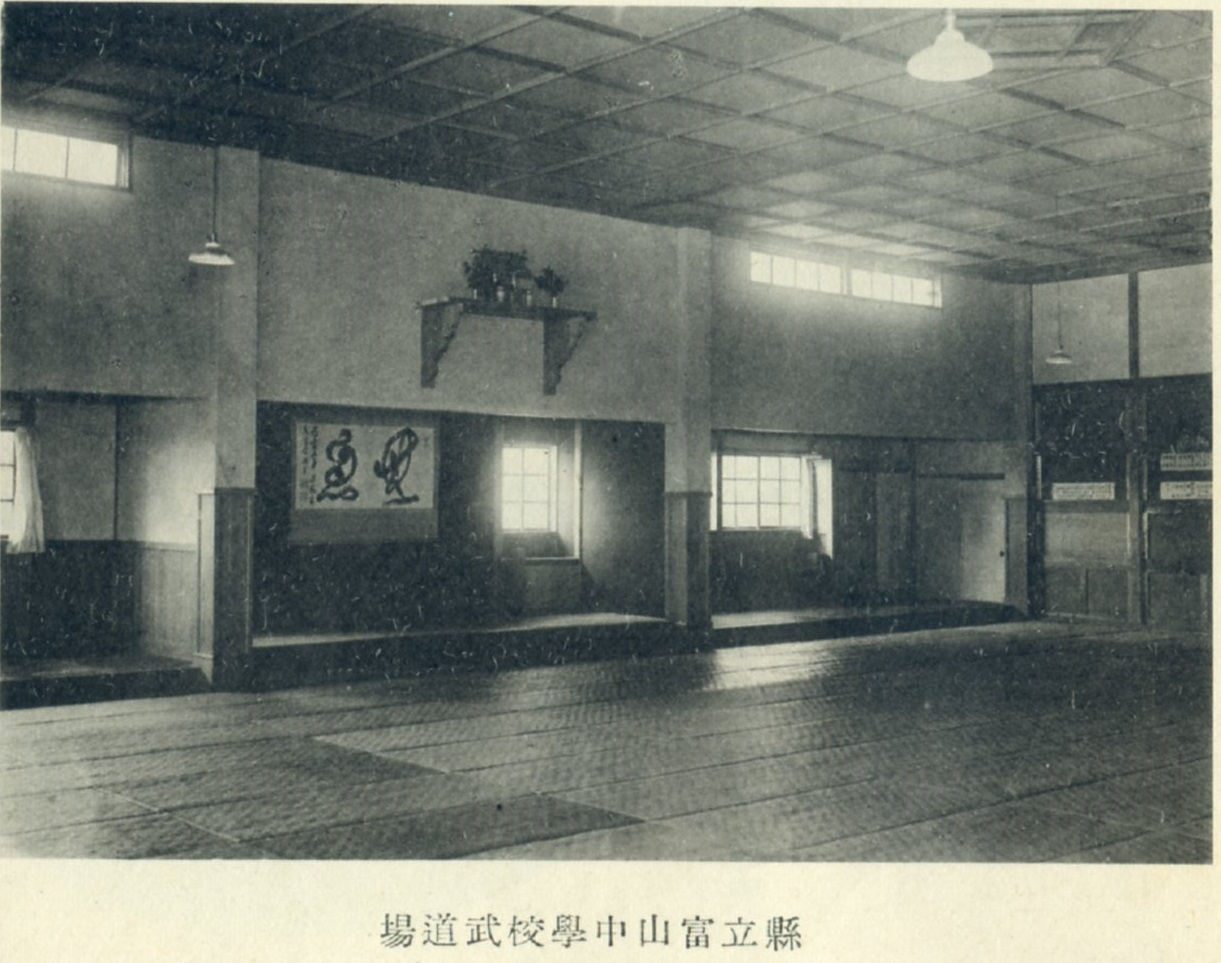
県立富山中学校武道場（1939年）

- 1872年9月4日（明治5年8月2日）[注釈 3] - 学制の公布により、小学校を修了した生徒に普通の学科を教える所として中学校を設置。
  - 工業学校・商業学校・通弁学校・農業学校・諸民学校を中学校の種類とする。
  - 「上等中学」（修業年限：17歳から19歳までの3年間）・「下等中学」（修業年限:14歳から16歳までの3年間）の2段階に分ける。
  - 在来の教科書を使用して教授を行う学校、または学業の順序を踏まずに洋語や医術などを教授する学校をすべて「変則中学」と称する。
  - 大学南校を「第一大学区第一番中学」、大阪開成所を「第四大学区第一番中学」、長崎広運館を「第六大学区第一番中学」、東京の洋学第一校を「第一大学区第二番中学」と改称。
  - 中学教師の免状を持つ者が私宅で中学の教科を教授するものを「中学私塾」、免状を持たずに私宅で教授するものを「家塾」とする。
  - 外国人を教師とする学校は大学教科を授けるのでなければ、すべて中学とする。
  - 職業の余暇に学業を授けるものを「諸民学校」とし、後の実業補習学校に類する。
  - 「中学教則略」と大学や専門学校への進学者のために「外国教師にて教授する中学教則」を制定。
- 1878年（明治11年）5月23日 - 中学教則略を廃止。
- 1879年（明治12年）9月29日 - 学制が廃止され、教育令が公布される。
- 1881年（明治14年）7月 - 「中学校教則大綱」が制定される。
  - 入学資格を小学校中等科卒業とする。
  - 初等中学科（修業年限4年）と高等中学科（修業年限2年）の2段階編制とする。
  - 中学校の教育課程を制定。
- 1884年（明治17年）1月 - 「中学校通則」を制定し、中学校の目的・設置・管理等を規定。
- 1886年（明治19年）4月10日 - 中学校令の公布により、「高等中学校」と「尋常中学校」が発足。
  - 高等中学校
    - 文部大臣が管理し、全国に5校設置する。経費は国庫とその区内における府県の地方税とによって支出することとする。

  - 尋常中学校
    - 各府県において設置することができるが、地方費の支出または補助によるものは各府県1ヶ所に限り、区町村費で設置することはできない。（一府県一校設置の原則）
    - 修業年限は5年。5年を1級～5級にわけ、毎級の授業年限を1年とする。
    - 入学資格を12歳以上の中学校予備の小学校またはそのほかの学校の卒業者とする。
    - 学科を倫理以下普通学科目15科目とし、そのうち第二外国語と農業を選択科目とする。また土地の状況・事情によっては文部大臣の認可をうけることによって商業・工業の科を設置することができた。
- 1891年（明治24年）12月14日 - 中学校令の一部が改正され、尋常中学校の設置条件が緩和される。
  - 土地の状況により、各府県に数校の尋常中学校を設置することができる。また1校も設置しなくてもよい。
  - 郡市町村においては、区域内の小学校教育の施設上妨げとならない場合に尋常中学校を設置することができる。
  - 尋常中学校に農業・工業・商業等の専修科を設置することができる。
- 1893年（明治27年）
  - 3月1日 - 実科の設置が可能となる。
  - 6月15日 - 尋常中学校実科規程が制定され、地方の情況によって第1学年から専門的に実科の学科を教授する実科中学校の設置が可能となる。
  - 6月25日 - 高等学校令の公布により、従来上段階を占めていた高等中学校が高等学校として分離し、中学校は尋常中学校のみとなる。
- 1899年（明治32年）2月7日 - 中学校令が全面改正され、尋常中学校の名称が「中学校」に改称。
  - 目的を「男子に必要な高等普通教育を行うこと」と規定される。
  - 修業年限を5年とし、1年以内の補習科を設置することができるようになる。
  - 入学資格は12歳以上で高等小学校第2学年課程を修了した者とする。
  - 設置に関し、各府県に対して「1校以上の中学校を設置しなければならない」として中学校設置が義務づけられる。文部大臣が必要と認めた場合府県に中学校の増設を命じることができるようにして、中学校設置に対する積極的姿勢が明らかにされた。
  - 郡市町村や町村学校組合にも、より容易に中学校設置が認められる。
  - 文部大臣の許可を受ければ、1校につき1分校の設置ができるようになる。
- 1907年（明治40年）7月18日 - 中学校令の一部改正
  - 義務教育年限の延長[注釈 4]に伴う措置として、入学資格を12歳以上で尋常小学校（6年）卒業者と改める。
- 1919年（大正8年）2月7日 - 中学校令の一部改正により、以下のことが規定される。
  - 中学校の設置に関して市町村学校組合を加えて設置の主体を拡張。
  - 中学校に予科（修業年限2年）を設置することができ、その入学資格を小学校卒業者と同等以上の学カがあると認められる者とする。
  - 予科の入学資格を10歳以上・尋常小学校4学年修了者とする。
  - 中学校（本科）入学資格に関して、尋常小学校5年の課程を修了し、学業優秀かつ身体の発育十分で中学校課程を修了できると学校長が証明した者の受験を認める。
- 1931年（昭和6年）1月10日 - 中学校令施行規則の改正により、上級学年（3年以上）で第一種・第二種課程を編成し、どちらかを選修させる方式を採用。
  - 第一種課程 - 卒業後すぐに就職する者を対象に実業・理科を中心に教授。
  - 第二種課程 - 上級学校に進学する者を対象に外国語・数学を中心に教授。
- 1941年（昭和16年）4月1日 - 国民学校令の施行により、中学校令が一部改正。
  - 入学資格を12歳以上で国民学校初等科（旧・尋常小学校の6年課程）卒業程度とする。
- 1943年（昭和18年）- 中等学校令により、中学校・高等女学校・実業学校の3種の学校が中等学校（旧制）として同じ制度で統一される。
  - 修業年限が4年に短縮される。
  - 第一種・第二種課程を廃止。
  - 夜間課程（修業年限3年）の設置を認める。
  - 従来の補習科や予科を廃止し、修業年限1年以内の実務科を設ける。
  - 中学校間の転校、中学校から実業学校への転校、第3学年以下で実業学校の生徒が中学校に転校することを認める。
- 1944年（昭和19年）4月1日 - 前年に閣議決定された教育ニ関スル戦時非常措置方策により、修業年限4年施行[注釈 5]の前倒しが行われることとなる。
  - この時に4年となった者（1941年（昭和16年）入学生）から適用し、4年を修了する1945年（昭和20年）3月の施行となる。
- 1945年（昭和20年） 
  - 3月 - 決戦教育措置要綱[注釈 6]が閣議決定され、昭和20年度（同年4月から翌3月末まで）授業が停止されることとなる。
  - 5月22日 - 戦時教育令が公布され、授業を無期限で停止することが法制化される。
  - 8月15日 - 終戦。
  - 8月21日 - 文部省により戦時教育令の廃止が決定され、同年9月から授業が再開されることとなる。
  - 9月12日 - 文部省により戦時教育を平時教育へ転換させることについての緊急事項が指示される。
- 1946年（昭和21年） - 修業年限が5年に戻る。夜間課程は4年に変更
- 1947年（昭和22年）4月1日 - 学制改革（六・三制の実施、新制中学校の発足）
  - 旧制中学校の生徒募集を停止。
  - 新制中学校（現在の中学校）が併設され、旧制中学校1・2年修了者[注釈 7]を新制中学2・3年生として収容。
  - 併設中学校はあくまで暫定的に経過的措置で設置されたため、新たに生徒募集は行われず（1年生不在）で、在校生が2・3年生のみの中学校であった。ただし私立に関しては募集を継続し、現在まで中高一貫校として存続している学校もある。
  - 旧制中学校3・4年修了者[注釈 8]はそのまま旧制中学校4・5年生として在籍（4年で卒業することもできた）。
- 1948年（昭和23年）4月1日 - 学制改革（六・三・三制の実施、新制高等学校の発足）
  - 旧制中学校が廃止され、新制高等学校（現在の高等学校）が発足。旧制中学校のほとんどが男子校の高等学校となる。
  - 旧制中学校卒業生（希望者）を新制高校3年生として、旧制中学校4年修了者を新制高校2年生として編入。
  - 併設中学校の卒業生（1945年（昭和20年）旧制中学校入学生）が新制高校1年生となる。
  - 併設中学校は新制高等学校に継承され、1946（昭和21年）に旧制中学校へ最後に入学した3年生を在校生に残すのみとなる（1・2年生不在）。ただし私立に関しては募集を継続し、現在まで中高一貫校として存続している学校もある。
- 1948年（昭和23年）以降 - 高校三原則による公立高等学校の再編により、統合などで次第に高等学校の男女共学化が行われるようになる。
  - 高等女学校・実業学校を前身とする高等学校と統合され、総合制高等学校（男女共学）が徐々に増加する。
  - 総合制高等学校となった数年後、実業科が分離し、実業（工業・農業・商業）高等学校として独立する例も多かった。
  - 統合を行わず、現在まで男子校で存続する学校もある。（群馬県・埼玉県・栃木県など北関東地域に多数存在）
  - 私立の旧制中学校は大半が男子校の高等学校として存続した。
- 1949年（昭和24年）3月31日 - 最後の卒業生（1946年（昭和21年）旧制中学校入学生）を送り出し、併設中学校を廃止。併設中学校の卒業生は新制高校1年生となる。
  - 私立高等学校の併設中学校はそのまま存続し、中高一貫校として残っている学校が多い。

## 学制改革と旧制中学校
1947年（昭和22年）4月の学制改革によって、現在の中学校制度ができると県立・市立の旧制中学校は募集を停止し、私立校の大半や国立校の大半で現行制度の中学校が設置された。また新制度移行のための暫定的な措置として県立・市立の旧制中学校にも新制中学校が併設され（以下・併設中学校）、1947年（昭和22年）3月時点で旧制中学校1年・2年の生徒が収容され、併設中学校の2・3年生となった。
1948年（昭和23年）3月末をもって旧制中学校は廃止され、4月に新制高等学校（現在の高等学校）が発足した。併設中学校は新制高等学校に継承され、併設中学校卒業者は高校1年生となり、3月時点で旧制中学4年生は高校2年生に、旧制中学卒業者のうち希望者は高校3年生へ編入した。この併設中学校は旧制中学校最後の入学生の卒業とともに1949年（昭和24年）3月31日をもって廃止された。
旧制中学校から新制高等学校への移行
|                          | 1946年度 （昭和21年度） | 1947年度 （昭和22年度）                                           | 1948年度 （昭和23年度）                                             | 1949年度 （昭和24年度） | 1950年度 （昭和25年度） | 1951年度 （昭和26年度） |
| ------------------------ | ----------------------- | ----------------------------------------------------------------- | ------------------------------------------------------------------- | ----------------------- | ----------------------- | ----------------------- |
|                          |                         | 学制改革 旧制中学校の募集を停止 新制中学校が発足 新制中学校を併設 | 学制改革 旧制中学校を廃止 新制高等学校が発足 年度末で併設中学校廃止 |                         |                         |                         |
| 1943年（昭和18年）入学生 | 旧制中学4年             | 旧制中学5年                                                       | 新制高校3年                                                         |                         |                         |                         |
| 1944年（昭和19年）入学生 | 旧制中学3年             | 旧制中学4年                                                       | 新制高校2年                                                         | 新制高校3年             |                         |                         |
| 1945年（昭和20年）入学生 | 旧制中学2年             | 併設（新制）中学3年                                               | 新制高校1年                                                         | 新制高校2年             | 新制高校3年             |                         |
| 1946年（昭和21年）入学生 | 旧制中学1年             | 併設（新制）中学2年                                               | 併設（新制）中学3年                                                 | 新制高校1年             | 新制高校2年             | 新制高校3年             |

旧制中学校は第二次世界大戦終結後の占領統治下における民主化政策に従って定められた学校教育法の下で新制の高等学校へ転換され、公立校の多くは共学化された。しかし、一部地域（北関東・東北など）では共学化は必ずしも徹底されたわけではなく、さらに、私学の大半は男子校や女子校のまま新制中学校・高等学校へと移行している。また、新制高等学校へ転換時に近接する旧制中学校・女学校と統合された学校や、生徒・教員の相互交流（入れ替え）を行ったところなどもある。なお、東北地区の公立男女別学校は21世紀に入り共学化している。
1947年（昭和22年）の学制改革後、旧制中学校の後身となった高等学校は現在も地域の進学校としての地位にある場合が多い。しかし、長い時間を経て交通環境や、新設校の整備等の環境の変化のほか、伝統の否定ないし、伝統の継承を難しくする制度改革が行われたことによって、その地位を低下させた学校も少なくない。実際、総合選抜制度や学校群制度の導入された地域では、対象となった公立高校の多くでは、高い実力を持つ生徒が当該校の受験を回避した結果として、名門公立高校の進学実績が低迷すると同時に、私立高校の進学実績が著しく伸びるといった事例が見られた。

## 進学率
| 父兄の職業 | 人数 （5学年の合計） |
| ---------- | -------------------- |
| 文官       | 51                   |
| 武官       | 22                   |
| 学校教師   | 92                   |
| 弁護士     | 10                   |
| 医師       | 33                   |
| 銀行会社員 | 68                   |
| 農業       | 7                    |
| 工業       | 3                    |
| 商業       | 40                   |
| その他     | 65                   |
| 合計       | 391                  |

右の表は旧制東京高師附属中学校（現・筑波大附属中・高）における、1925年5月1日当時の親の職業別人数表である。
旧制中学校は明治32年勅令第28号中学校令改正で「男子ニ須要ナル高等普通教育ヲ為スヲ以テ目的トス」と位置づけられたエリートの登龍門としての役割があり進学率は非常に低かった。理由として、男子は、農業・工業などの産業従事や、兵役といった事態に際しての即戦力になる者が多く求められていて、旧制中学進学というエリートコースを制限する必要があったからである。
明治時代、中学や高等教育機関に進学する者は華族、身分が高めの上位士族、地主、豪商やそして、新しく生まれてきたブルジョアとプチブル階層の出身者にほとんど限定されていた。例えば、旧制唐津中学校（現・県立唐津東中・高）ボート部の唐津湾東部、志摩船越沖での遭難事故の記事（1905年4月30日 (日) 発生、『佐賀新聞』1905年5月3日朝刊2頁）によると、「死者8人、生存者1人のうち、士族が5人、3人が平民、不詳が1人」となっていた。
大正デモクラシーの時代になると中学進学が一般市民の間にも広がってきた。第一次世界大戦後、都市住民子弟の、中学校・高等女学校・実業学校といった旧制中等教育学校への進学熱は急速に高まってきたが、それでも一般大衆にはまだまだ「高嶺の花」だった。
当時のインテリ層の中核である小学校教員の月収が1929年の段階で46円ほどなのに、市立東京一中（現・区立九段中等学校）など東京の市立中学の入学年次における学費は直接経費だけでも146円19銭もあった。このため、せっかく入学できても中途退学を余儀なくされる者は入学者の1/3にも達した。
この状況を当時の文部省は次のように考えていた。
また、高等師範学校（現・筑波大学）及びその附属学校（現・筑波大附属小や筑波大附属中・高）の校長と、女子高等師範学校（現・お茶の水女子大）校長を務めた山川浩は、1887年、高等師範学校の附属学校について次のように述べている。
つまり、所得の低い一般人の子弟は中学に行くなと考えていたのである。
皮肉なことに、日中戦争による戦時景気で一般の人々でも中学に進学できるようになった。それでも、旧制中等教育学校への進学率は13%前後に過ぎず、特に、中学入学者についてみると進学率は8%くらいだった。農村からの進学者は地主の子弟が主で、村で1人か2人くらいしかいなかった。農村の二男三男は小学校6年卒あるいは高等小学校2年卒で町工場へ出稼ぎに出るのが当たり前だった。
反面、旧制中学校に比べ高等女学校の設置数は多く、女子の方が普通中等教育を受けるだけの門戸は広かった。社会進出が制限されていた女子の進学をわざわざ制限する必要性がない上に、いわゆる「良妻賢母」教育は社会の要望に合致していたからだと思われる。

## 関連作品
- 『坊つちやん』 - 夏目漱石作　1906年
- 『口ぶえ』 - 折口信夫作　1914年
- 『恐ろしき四月馬鹿』 - 横溝正史作　1921年。寄宿舎寮が舞台
- 『噂と真相』 - 葛山二郎作　1923年
- 『君たちはどう生きるか』 - 吉野源三郎作　1937年。主人公は2年生。旧制東京高師附属中出身の作者の自伝的人生論。
- 『決戦の大空へ』-（1943年 東宝）　主人公は（旧制土浦中学校）の生徒
- 『けんかえれじい』 - 鈴木清順監督　1966年。不良が主人公
- 『夏草冬涛』 - 井上靖作　1966年。作者の自伝的小説（旧制沼津中学校）
- 『はっさい先生』 - 1987年。NHKの連続テレビ小説
- サントリー和茶　CM潮騒篇　2003年
- 『歩調取れ、前へ! フカダ少年の戦争と恋 』 - 深田祐介作　2007年。作者の自伝的小説（旧制私立暁星中学校）